# Giacomo Guerrini
Giacomo Guerrini (Cremona, 28 settembre 1721 – Cremona, 9 marzo 1793) è stato un pittore italiano  del tardo barocco, attivo soprattutto a Cremona.

## Biografia
Figlio di Giuseppe Guerrini, sellaio, e di Anna Casali, dimostrò ben presto un talento nel disegno, che però il padre non intendeva assecondare, preferendo indirizzarlo verso la propria stessa carriera. Fu cacciato da scuola per una caricatura di un maestro, ripiegando come garzone di un architetto (non identificato), fino al compimento dei dieci anni, quando divenne allievo di Francesco Boccaccino, la cui nipote, Teresa Boccaccino, sposò il 12 settembre 1740 nella chiesa di San Leonardo a Cremona.
Tra le sue opere si ricordano una Decollazione di San Giovanni Battista per l'Oratorio di San Girolamo a Cremona, una Storia di un santo francescano per il convento di San Pietro a Cremona (1746), cinque santi per la chiesa parrocchiale di Paderno Ponchielli (1747) e un sipario, oggi perduto, per il Teatro Concordia, La sposa dei cantici e Mosè che restituisce le acque al Mar Rosso, oggi conservate nella chiesa di San Leonardo di Casalmaggiore (1752), una Gloria di Sant'Agata per la chiesa di San Martino del Lago (1755-1765), la cappella Cavalcabò nella chiesa di Sant'Agostino a Cremona (anni 1780), cicli di dipinti per Palazzo Affaitati a Cremona, una Vergine con s. Michele, nella chiesa di San Francesco di Paola a Milano, alcuni ritratti conservati presso l'Ala Ponzone, un affresco raffigurante la Glorificazione delle Arti per il Palazzo Crotti-Calciati a Cremona.
Nel 1773, usando lo pseudonimo di Coringio Vermagi, scrisse l'Almanacco pittorico di Cremona, in cui criticò negativamente diverse opere cittadine. Ciò suscitò una vivace polemica, che portò l'anno successivo alla redazione di un Antialmanacco da parte di Giuseppe Aglio, il quale difese l'onore degli artisti locali. Tale pubblicazione fu ostacolata dal conte Biffi, protettore di Guerrini, all'epoca censore della stampa di Cremona, ma vide infine la luce a Brescia.
Dal 1776 lavorò al duomo di Cremona come restauratore e consulente, nel 1786 restaurò il quadrante dell'orologio del Torrazzo, campanile del Duomo e monumento simbolo della città.
Tra i suoi allievi si ricordano Giovanni Battista Beltrami e Francesco Darosio.